# Rites de passages de la Wicca
 (janvier 2016).
La Wicca accorde beaucoup d'importance aux rites de passage au cours de la vie d'un individu. C'est une religion qui place au centre de sa pratique les rites de passage en y mettant un profond symbolisme qui incarne les voies à travers lesquelles un individu approfondit sa relation et sa connexion avec la Terre, avec sa communauté et au travers de cela, avec le divin.
En général, les wiccans célèbrent la roue de l'année ainsi que les rites de passages. Que ce soit en réservant tout un programme pour la journée, ou bien juste en allumant une bougie, en pensant à l’événement à célébrer.
Ces rites sont typiques de l'Art Wiccan Traditionnel, mais peuvent être connus sous des noms différents selon les groupes de pratique. Les principaux rites de passage Wiccans  sont dans l'ordre le plus habituellement pratiqué (en anglais) : Wiccaning, Teen Rite of Passage, Welcoming (parfois appelé Heralding ou Hailing), Handfasting, Handparting et Crossing requiem. La traduction en français serait idéalement dans l'ordre : la naissance d'un bébé dans une famille wiccane, le rite de passage d'adolescence, Annonce (le comming-out wiccan), Mariage, Séparation et Cérémonie de remémoration.

## Descriptions
- Wiccaning[1] : le Wiccaning est presque un baptême wiccan qui peut se faire à la naissance d'un enfant ou plus tard. Le grand-prêtre et la grande prêtresse présentent l'enfant au Dieu et à la Déesse. C'est souvent l'occasion d'employer le prénom wiccan (le nom de sorcier) de l'enfant. Mais aussi l'occasion de révéler les parrains de l'enfant. Les enfants sont libres de choisir leur religion plus tard. Les cérémonies varient largement d'un groupe de pratique à un autre. Les Parrains et Marraines peuvent également être présentés aux forces spirituelles.

- Rite de passage d'adolescence (Teen Rite of Passage)[1] : le rite s'effectue généralement lorsque l'adolescente arrive à l'âge d'avoir ses règles, ou lorsque l'adolescent a ses premiers "rêves mouillés".

- Annonce ou Salut (Welcoming, Heralding ou encore Hailing)[1]: ce rituel accueille un enfant au sein d'un groupe de pratique, et prend habituellement place aux environs des 13 ans de l'enfant. Le célébrant choisit officiellement sa voie. Le rituel a lieu pendant le sabbat suivant les 13 ans de l'adolescent(e).

- Mariage[1] ou Handfasting en anglais, d'après une expression en vieux norrois : cérémonie de mariage durant laquelle un ruban est noué autour des mains jointes des époux. Le mariage peut se faire entre conjoints de même sexe ou de sexe opposé, selon la tradition que suit le groupe (voir wicca et homosexualité). Le mariage se fait pour une période donnée, habituellement un an et un jour. (Sinon 3, 6, 9 et 12 ans). Au bout de cette période, le couple choisit si oui ou non il veut continuer d'être uni  par le Handfasting. S'il choisit de poursuivre la relation, un autre Handfasting est célébré, à nouveau pour une période donnée. Le second Handfasting a généralement une durée de 5, 7 ou 9 ans, ou pour cette vie et les vies futures. Les participants peuvent choisir de se promettre l'un à l'autre, de manière pragmatique, "tant que l'amour durera".

- Divorce (Handparting)[1] : le divorce peut aussi être pratiqué, si au bout de la période du Handfasting, le couple a décidé de ne pas renouveler leur relation. Le Handparting est réalisé avec l'intention de permettre au couple de se séparer amicalement dans l'amour et l'harmonie.

- Cérémonie de remémoration ou Crossing-Requiem [1]: les Wiccans peuvent aussi pratiquer une cérémonie de remémoration à la mort de quelqu'un. Cela peut être une cérémonie très simple ou très élaborée. Pour les Wiccans, la mort est comme l'accomplissement d'un cycle et le début d'un autre, c'est donc un moment de célébration plutôt qu'un moment de deuil. Un rite funéraire n'est pas complet sans une grande fête, avec du vin, de la nourriture, de la musique, de l'amitié. Les gens se réunissent pour partager les mémoires du disparu. Comme dans tout rite de passage, la participation au rituel est ouverte à tous indépendamment des préférences religieuses.